# Aryny
Aryny, také nazývané benzyny, jsou reaktivní molekuly odvozené od molekul aromatických sloučenin odstraněním dvou substituentů. Nejčastěji se objevují ortho-aryny, mohou však také vznikat meta- a para-aryny. Aryny patří mezi cykloalkyny.

## Vazby uo-arynů
o-Aryny, neboli 1,2-didehydroareny, mají, jako i ostatní cykloalkyny s menšími cykly, vysoké vnitřní napětí.
Toto napětí vede ke snížení překryvu p orbitalů a tedy k oslabení trojné vazby. Frekvence vibrací trojné vazby v benzynu odpovídá vlnočtu 1846 cm−1, což naznačuje, že je trojná vazba slabší než by byla za nepřítomnosti vnitřního napětí. Ortho-benzyn je ovšem spíše cyklickým alkynem než biradikálem, což vyplývá z velkého rozdílu energií mezi singletovým a tripletovým stavem a reaktivity odpovídající alkynu.
LUMO arynu má mnohem nižší energii než LUMO alkynu, u kterého není silné vnitřní napětí, díky čemuž lépe interaguje s HOMO nukleofilů. Benzyn je díky tomu elektrofilem a dobře reaguje s nukleofily. Podrobná analýza MO benzynu byla publikována v roce 1968.

## Vzniko-arynů
Vzhledem ke své vysoké reaktivitě musejí být aryny připravovány těsně před využitím. Je také třeba zabránit jeho dimerizaci.
Prvním známým způsobem přípravy byla dehydrohalogenace arylhalogenidů:
Tyto reakce probíhají při vysokých teplotách a za přítomnosti zásad. Ortho-disubstituované areny lze však použít i za mírnějších podmínek.
Další možností je dehalogenace 2-bromfluorbenzenu pomocí hořčíku. Kyselina anthranilová může být pomocí diazotace následované neutralizací přeměněna na 2-diazoniobenzen-1-karboxylát. Tato zwitteriontová látka je výbušná, ale přesto je vhodným prekurzorem benzynu.
Jako výchozí látky lze také použít trimethylsilylaryltrifláty. Odštěpení fluoridu z trifluormethylsulfonové akupiny vede k eliminaci triflátu a vzniku benzynu:
Pomocí hexadehydro Dielsovy–Alderovy reakce (cykloadiční reakce 1,3-diynu s alkynem) lze také získat benzyn.
N-aminací 1H-benzotriazolu kyselinou hydroxylamin-O-sulfonovou vzniká produkt, který lze octanem olovičitým oxidovat na benzyn s téměř 100% výtěžností.

## Reakceo-arynů
Aryny jsou značně reaktivní i při nízkých teplotách. Jejich reaktivitu lze rozdělit do tří hlavních skupin: nukleofilní adice, pericyklické reakce a vložení vazby.

### Nukleofilní adice na aryny
Za přítomnosti zásaditých nukleofilů se arylhalogenidy deprotonují v pozici alfa vzhledem k odcházející skupině, což vede k dehydrohalogenaci. Výsledky studií na základě výměny izotopů naznačují, že u arylfluoridů, a někdy i arylchloridů, probíhá eliminace ve dvou krocích, po deprotonaci dochází k odstranění nukleofilu; proces je tak podobný E1cB mechanismu u alifatických sloučenin. U bromarenů a jodarenů místo toho eliminace probíhá soustředěným synkoplanárním mechanismem. Vzniklý benzyn vytváří adiční produkty, často nukleofilní adicí a následnou protonací. Tvorba benzynového meziproduktu je nejpomalejším krokem reakce.
Pomocí „arynových párovacích reakcí“ se připravují bifenylové sloučeniny, používané při výrobě léčiv, v zemědělství a jako ligandy v řadě reakcí katalyzovaných kovy.
Sloučeniny arenů s kovy mohou reagovat s dalšími aryny, což vede k řetězcové polymerizaci. Při použití kyanidu měďného jako iniciátoru adice prvního arynu mohou vznikat polymery obsahující kolem 100 arenových jednotek.
Když jsou odcházející skupina a substituent vůči sobě v poloze ortho nebo para, tak může vzniknout pouze jeden benzynový meziprodukt. Jsou-li v poloze meta, pak se mohou vytvořit dva různé produkty (A a B). Jestliže je substituentem skupina odtahující elektrony, tak HB je kyselejší než HA, což vede ke vzniku regioizomeru B. V případě, kdy je substituentem skupina dodávající elektrony, naopak vzniká regioizomer A, který má v tomto případě kyselejší proton.
Možné regioizomery jsou dva: trojná vazba může být mezi druhým (C2) a třetím uhlíkem (C3) nebo mezi C3 a C4. Substituenty v poloze ortho vůči odcházející skupině vytvoří trojnou vazbu mezi C2 a C3, zatímco substituenty v poloze para vyztvoří produkt s trojnou vazbou mezi C3 a C4. Z  meta substituentů mohou vzniknout oba regioizomery.
Jestliže se trojná vazba nachází mezi C2 a C3, tak substituenty odtahující elektrony, jako je trifluormethyl (CF3), budou řídit nukleofilní adici tak, aby proběhla co nejblíže k substituentu. Naproti tomu substituenty dodávající elektrony, například methyl (CH3), budou vyvolávat jen velmi nízkou selektivitu produktů. V případech, kdy je trojná vazba mezi C3 a C4, je vliv substituentu na regioselektivitu minimální a často tak vznikají směsi obou možných produktů.

### Pericyklické reakce arynů
U benzynů probíhá rychlá dimerizace za vzniku bifenylenů. V některých případech tato reakce probíhá obzvlášť rychle a s velmi vysokou výtěžností. Trimerizací se tvoří trifenyleny.
Benzyny mohou podstoupit [4+2] cyklizace. Pokud reakce probíhá za přítomnosti antracenu, je produktem tryptycen. Níže je znázorněn soustředěný mechanismus Dielsovy–Alderovy reakce benzynu s furanem. Jiné [4+2] cyklizační reakce arynů mohou probíhat postupným mechanismem.
Příkladem cyklizační reakce arynu může být příprava 1,2,3,4-tetrafenylnaftalenu. 1,2,4,5-Tetrabrombenzen může reagovat s n-butyllithiem za tvorby tetrahydroanthracenu.
[4+2] cykloadice arynů se často využívají při totálních syntézách přírodních látek. Hlavním omezením těchto postupů je nutnost použití dienů s menšími cykly, jako jsou furan a cyklopentadien. V roce 2009 byl takovýmto způsobem připraven herbindol A. 6,7-indolyn reaguje s cyklopentadienem za vzniku tetracyklického produktu.
Aryny také reagují s alkeny v [2+2] cykloadicích. Protože jsou benzyny elektrofily, tak jsou k takovým reakcím nejvhodnější alkeny se substituenty dodávajícími elektrony.
Vzhledem k tvorbě významných množství vedlejších produktů se arynové [2+2] cykloadice málokdy používají při přípravách přírodních látek, existují ovšem i takovéto případy. V roce 1982 byla popsána syntéza taxodionu s využitím [2+2] cykloadice arynu s acetalem ketenu.
Také je možné provést palladiem katalyzovanou [2+2+2] kocykloadici arynu a diynu při syntéze taiwaninu C.

### Připojení vazby na molekuly arynů
První případ reakce arynu vedoucí k připojení vazby sigma na molekulu byla příprava melleinu popsaná v roce 1973.

## Další dehydrobenzeny
Kromě 1,2-didehydrobenzenu (benzynu) existují také dva další izomery: 1,3-didehydrobenzen a 1,4-didehydrobenzen. Pomocí výpočetní chemie bylo zjištěno, že jejich energie jsou 444, 510 a 577 kJ/mol.
Byly zkoumány vzájemné přeměny 1,2-, 1,3- a 1,4-didehydrobenzenu. Přeměna 1,2-didehydrobenzenu na 1,3-didehydrobenzen by měla probíhat při pyrolýze (za teploty 900 °C) fenylovaných prekurzorů arynů. K přeměně jednoho arynu v jiný jsou potřeba velmi vysoké teploty.

### 1,4-didehydroareny
Při pokusech o přípravu 1,4-didehydrobenzenu, prováděných při teplotách okolo 300 °C, docházelo k vytvoření rovnováhy [1,6-D2]-As [3,2-D2]-B, ovšem nikoliv s C a D. Přesun atomů deuteria na B a skutečnost, že nedošlo ke vzniku C nebo D, lze vysvětlit pouze přítomností cyklického a symetrického meziproduktu–1,4-didehydrobenzenu.
1,4-didehydrobenzen se může vyskytovat ve dvou stavech: singletovém a tripletovém, přičemž singletový má nižší energii. Tripletový stav má dvě neinteragující radikálová centra, a tak může odštěpovat vodíky stejně dobře jako fenylový radikál. Singletový stav je však stabilnější, při tvorbě přechodného stavu při odštěpení vodíku tak dochází k určité ztrátě energie, zde tak takováto reakce probíhá pomaleji.

## Využití při syntéze přírodních látek
Mnoho přírodních látek se připravuje s využitím arenových meziproduktů. Nukleofilní adice na aryny mají využití při úplných syntézách přírodních látek a jsou také jedněmi z nejstarších známých způsobu použití arynů. Příklady látek syntetizovaných přes arynové meziprodukty jsou kryptaustolin (1) a kryptowolin (2).
Při přípravě tetracyklického meroterpenoidu (+)-lifagalu také vzniká aryn. Součástí je cyklizace vytvářející aryn, čímž vzniká poslední cyklická jednotka molekuly.
Vícesložkovými reakcemi arenů lze účinně a rychle připravovat 1,2-disubsituované areny. Při syntézách přírodních látek se však využívají jen ojediněle. Při syntéze dehydroaltenuenu B se využívá čtyřsložková párovací reakce arynu.